# Етьєн Кінзінгер
Етьєн Кінзінгер (нім. Etienne Kinsinger; нар. 8 вересня 1996, Пюттлінген, Саарбрюкен, Саар) — німецький борець греко-римського стилю, учасник чемпіонатів світу, Європи, Європейських ігор та Олімпійських ігор. Призер чемпіонатів Європи серед юніорів та серед молоді. Чемпіон світу серед кадетів, призер чемпіонату світу серед юніорів.

## Життєпис
Боротьбою почав займатися з 2001 року. У 2013 році став чемпіоном світу серед кадетів, здолавши у фіналі українця Павла Молнара. Наступного року здобув бронзову медаль чемпіонату Європи серед юніорів. 2016 році знову став бронзовим призером чемпіонату Європи серед юніорів, бронзовим призером чемпіонату Європи серед молоді та срібним призером чемпіонату світу серед юніорів.
Виступає за спортивний клуб KSV Келлербах, Пюттлінген. Тренер — Франк Гартман (з 2009).
Чемпіон Німеччини 2014, 2017, 2018 і 2022 років, срібний призер 2019 та 2023 років.

## Спортивні результати на міжнародних змаганнях

### Виступи на Олімпіадах
| Змагання                    | Збірна    | Вагова категорія                 | Місце |
| --------------------------- | --------- | -------------------------------- | ----- |
| Літні Олімпійські ігри 2020 | Німеччина | греко-римська боротьба, до 60 кг | 11    |

### Виступи на Чемпіонатах світу
| Змагання                        | Збірна    | Вагова категорія                 | Місце |
| ------------------------------- | --------- | -------------------------------- | ----- |
| Чемпіонат світу з боротьби 2017 | Німеччина | греко-римська боротьба, до 59 кг | 20    |
| Чемпіонат світу з боротьби 2018 | Німеччина | греко-римська боротьба, до 60 кг | 8     |
| Чемпіонат світу з боротьби 2019 | Німеччина | греко-римська боротьба, до 60 кг | 28    |
| Чемпіонат світу з боротьби 2022 | Німеччина | греко-римська боротьба, до 60 кг | 14    |
| Чемпіонат світу з боротьби 2023 | Німеччина | греко-римська боротьба, до 63 кг | 14    |

### Виступи на Чемпіонатах Європи
| Змагання                         | Збірна    | Вагова категорія                 | Місце |
| -------------------------------- | --------- | -------------------------------- | ----- |
| Чемпіонат Європи з боротьби 2018 | Німеччина | греко-римська боротьба, до 60 кг | 5     |
| Чемпіонат Європи з боротьби 2019 | Німеччина | греко-римська боротьба, до 60 кг | 12    |
| Чемпіонат Європи з боротьби 2022 | Німеччина | греко-римська боротьба, до 63 кг | 5     |
| Чемпіонат Європи з боротьби 2025 | Німеччина | греко-римська боротьба, до 63 кг | 9     |

### Виступи на інших змаганнях
| Змагання                                                       | Збірна    | Вагова категорія                 | Місце  |
| -------------------------------------------------------------- | --------- | -------------------------------- | ------ |
| Тор Мастерс 2017                                               | Німеччина | греко-римська боротьба, до 59 кг | Бронза |
| Тор Мастерс 2018                                               | Німеччина | греко-римська боротьба, до 60 кг | Срібло |
| Гран-прі Німеччини з боротьби 2018                             | Німеччина | греко-римська боротьба, до 60 кг | 12     |
| Тор Мастерс 2019                                               | Німеччина | греко-римська боротьба, до 60 кг | Золото |
| Гран-прі Німеччини з боротьби 2019                             | Німеччина | греко-римська боротьба, до 60 кг | Бронза |
| Олімпійський кваліфікаційний турнір з боротьби 2020 (Будапешт) | Німеччина | греко-римська боротьба, до 60 кг | Срібло |
| Гран-прі Німеччини з боротьби 2022                             | Німеччина | греко-римська боротьба, до 60 кг | Золото |
| Кубок Владислава Пітласинські 2023                             | Німеччина | греко-римська боротьба, до 60 кг | 11     |
| Тор Мастерс 2024                                               | Німеччина | греко-римська боротьба, до 60 кг | Золото |
| Олімпійський кваліфікаційний турнір з боротьби 2024 (Баку)     | Німеччина | греко-римська боротьба, до 60 кг | 10     |
| Олімпійський кваліфікаційний турнір з боротьби 2024 (Стамбул)  | Німеччина | греко-римська боротьба, до 67 кг | 5      |

### Виступи на змаганнях молодших вікових груп
| Змагання                                       | Збірна    | Вагова категорія                 | Місце  |
| ---------------------------------------------- | --------- | -------------------------------- | ------ |
| Чемпіонат Європи з боротьби серед кадетів 2012 | Німеччина | греко-римська боротьба, до 58 кг | 13     |
| Чемпіонат світу з боротьби серед кадетів 2012  | Німеччина | греко-римська боротьба, до 58 кг | 7      |
| Чемпіонат Європи з боротьби серед кадетів 2013 | Німеччина | греко-римська боротьба, до 58 кг | 8      |
| Чемпіонат світу з боротьби серед кадетів 2013  | Німеччина | греко-римська боротьба, до 58 кг | Золото |
| Чемпіонат Європи з боротьби серед юніорів 2014 | Німеччина | греко-римська боротьба, до 60 кг | Бронза |
| Чемпіонат світу з боротьби серед юніорів 2015  | Німеччина | греко-римська боротьба, до 60 кг | 5      |
| Чемпіонат Європи з боротьби серед юніорів 2016 | Німеччина | греко-римська боротьба, до 60 кг | Бронза |
| Чемпіонат світу з боротьби серед юніорів 2016  | Німеччина | греко-римська боротьба, до 60 кг | Срібло |
| Чемпіонат Європи з боротьби серед молоді 2015  | Німеччина | греко-римська боротьба, до 59 кг | 12     |
| Чемпіонат Європи з боротьби серед молоді 2016  | Німеччина | греко-римська боротьба, до 59 кг | Бронза |
| Чемпіонат Європи з боротьби серед молоді 2017  | Німеччина | греко-римська боротьба, до 59 кг | 8      |